# Wedelia calycina
Wedelia calycina es una especie de las fanerógamas, especie invasora, maleza, venenosa, en la familia Asteraceae.
Es endémica en Mesoamérica: Panamá; Caribe: Anguila; Antigua y Barbuda; Barbados; Cuba; Dominica; Granada; Guadalupe; La Española; Martinica; Montserrat; Antillas Neerlandesas - Saba, Sint Eustatius; Puerto Rico; San Cristóbal y Nieves; Santa Lucía; San Vicente y las Granadinas; Sudamérica: Guyana; Venezuela; Brasil; Colombia; Ecuador y Perú

## Fuente
- USDA, ARS, National Genetic Resources Program. GRIN [Online Database]. National Germplasm Resources Laboratory, Beltsville, Maryland. http://www.ars-grin.gov/cgi-bin/npgs/html/taxon.pl?413395 (enlace roto disponible en Internet Archive; véase el historial, la primera versión y la última). (29 de diciembre de 2008)